# 西原忠佑
西原忠佑（にしはら ただすけ、1988年1月2日 - ）は、日本のラグビー選手。

## プロフィール
- 大阪府出身。
- 身長184cm、体重105kg
- 日本代表キャップは3。（2015年9月現在）
- 愛称はただすけ。
- ポジションはフランカー(FL)。
- U19日本代表に選ばれたことがある[1]。

## 来歴・人物
高校1年生からラグビーを始めた。
2006年、大阪桐蔭高校卒業後、明治大学に入学。
2009年、明治大学ラグビー部の主将に就任した。
2010年、明治大学卒業後、三洋電機ワイルドナイツ（現・パナソニックワイルドナイツ）へ加入。同年9月12日に行われたジャパンラグビートップリーグ第2節の豊田自動織機シャトルズ戦に先発出場で公式戦初出場を果たす。
2011年2月28日に日本代表候補に選出。IRBパシフィック・ネイションズカップ2011の初戦・サモア戦で日本代表初キャップを獲得した。
2019年、パナソニック ワイルドナイツを退団。

## 受賞歴
- 2013-14トップリーグベスト15